# Luis de las Casas y Arragorri
Pour les articles homonymes, voir Casas et De las Casas.
Luís de las Casas y Arragorri, né à Sopuerta en Espagne en 1745 et mort en 1800, est un gouverneur-général espagnol de Cuba.